# Platygaster laticeps
Platygaster laticeps är en stekelart som beskrevs av Thomson 1859. Platygaster laticeps ingår i släktet Platygaster och familjen gallmyggesteklar. Arten är reproducerande i Sverige. Inga underarter finns listade i Catalogue of Life.